# The First Day of Summer
『The First Day of Summer（ザ・ファースト・デイ・オブ・サマー）』は、日本のネオアコ・バンドである b-flower の変名バンド Five Beans Chup のアルバム。2000年に自主レーベル  Seeds Records  より発売された (SEEDS-005)。

## 収録曲
1. サマー・フィーリング (3:40)
  - 作詞・作曲：八野英史
  - アコースティック・ギター (12弦ギター) によるアルペジオで始まるアルバム冒頭曲。「初めてのカブト狩リの時の、ハンミョウやタマムシの鮮やかな色と、抜けるような青空の対比が、今でも目に焼き付いている」という回顧で始まる制作背景の詳細については、八野本人のブログを参照のこと[1]。
2. 川遊び '71 (2:42)
  - 作詞・作曲：八野英史
  - 「水呑（という場所）はその名の通り、山の天然水が湧き出ていて、父と僕はその水をひと口ずつ飲んで『やっぱり自然の水はうまいなあ』と決まり文句を口にした後、釣り場に向かった」[2]。
3. ムクドリの眼をした少年 (3:50)
  - 作詞・作曲：八野英史
  - 「小学3年生の夏休み、空き地で僕たちはよく『火遊び』をしていた。背の高い雑草の生い茂る、かなり広めの空き地」で始まる当時の回想に、歌詞に登場するイヌムギ、メヒシバの図解も加え、八野はこの曲を「そんな少年たちの歌」であるとしてブログ解説を終える[3]。
4. 結婚しよう (2:41)
  - 作詞・作曲：八野英史
  - イマムラトモコの「ナチュラルでキュートな」歌声による女性ヴォーカル曲[4]。
5. 運動靴と赤い金魚 (3:46)
  - 作詞：八野英史、作曲：宮大
  - インストゥルメンタル曲。
6. 夏休み (4:27)
  - 作詞・作曲：八野英史
  - ベル・アンド・セバスチャンを彷彿とさせる八野とイマムラによるデュエット曲。
7. あこがれ (3:50)
  - 作詞・作曲：八野英史
8. 午後は白い真夜中 (5:26)
  - 作詞・作曲：八野英史
9. 茶色と白のスパニエル (4:26)
  - 作詞：八野英史、作曲：宮大
  - 「小学生の頃、僕の家では犬を飼っていて、僕もたまにだけど散歩に連れてったりしていた。犬の名前は『コロ』で、茶色と白のスパニエル、ではなくて柴犬で…」[5]。
10. サマー・フィーリングの尾 (1:08)
  - 作曲：八野英史
  - インストゥルメンタル曲。

## クレジット
- 八野英史
- 岡部亘（岡部わたる）
- 宮大

### 参加ミュージシャン
- イマムラトモコ : ヴォーカル (4)(5)

### その他
- プロデュース・録音・ミックス : Five Beans Chup